# Караванська волость
Караванська волость — історична адміністративно-територіальна одиниця Валківського повіту Харківської губернії з центром у селі Караван.
На 1862 рік до складу волості входили:
- селище Караван
- 18 хуторів

Станом на 1885 рік складалася з 22 поселень, об'єднаних у єдину сільську громаду. Населення — 4434 осіб (2316  чоловічої статі та 2118 — жіночої), 903 дворових господарств.
|                     | Площа, десятин | У тому числі орної, дес. |
| ------------------- | -------------- | ------------------------ |
| Сільських громад    | 5752           | 4171                     |
| Приватної власності | 219            | 165                      |
| Іншої власності     | 34             | 34                       |
| Загалом             | 6005           | 4370                     |

Основні поселення волості 1885 року:
- Караван — колишнє державне село за 30 верст від повітового міста, 1995 осіб, 407 дворів, православна церква, школа, лавка, 8 вересня — щорічний ярмарок.
- Станичне — колишнє власницьке село, 230 осіб, 47 дворів, православна церква, 3 лавки, 24 липня — щорічний ярмарок.

Найбільше поселення волості станом на 1914 рік:
- слобода Караван — 2974 мешканців.

Старшиною волості був Корецький Семен Володимирович, волосним писарем — Хіхля Іван Васильович, головою волосного суду — Завада Григорій Антонович.